# Liste der Officers des Order of Canada/I
Diese Liste gibt einen Überblick aller Personen, die mit der Auszeichnung Officer of the Order of Canada ausgezeichnet wurden.

## I
1. Thomas Ranald Ide
2. Keith Usherwood Ingold
3. Norman David Inkster
4. Arthur Irving
5. James K. Irving
6. Kenneth Colin Irving
7. W. Arthur Irwin
8. William Irwin
9. Julius Isaac
10. Elmer Iseler
11. Daniel Ish (2013)
12. Werner Israel
13. Isin Ivanier